# آن جی-یونگ
آن جی-یونگ (به انگلیسی: Ahn Ji-young) (زاده ۱۴ سپتامبر ۱۹۹۵) خواننده، ترانه‌سرا اهل کره جنوبی است.